# Södermanlands runinskrifter 189
Södermanlands runinskrifter 189 (Sö 189) är en runsten i Åkerby i Toresund socken, Strängnäs kommun, Södermanlands län. Runstenen är av granit och är 2,3 meter hög. 

## Inskrift
Den högra sidan av stenen är skadad, varför delar av ristningen är svårtolkad. Dessa delar ingår inte i översättningen nedan.
Translitterering av runraden:
-(o)nasi · resti · sta : at : ulef · skaka · faþur · si · aka(b)a(r) · biy^k
Normalisering till runsvenska:
Onæisi(?) ræisti stæin at Olæif Skakka/Skaga, faður sinn <akabar> byggi(?).
Översättning till nusvenska:
Onese reste stenen efter Olev den snede, sin fader...

## Galleri

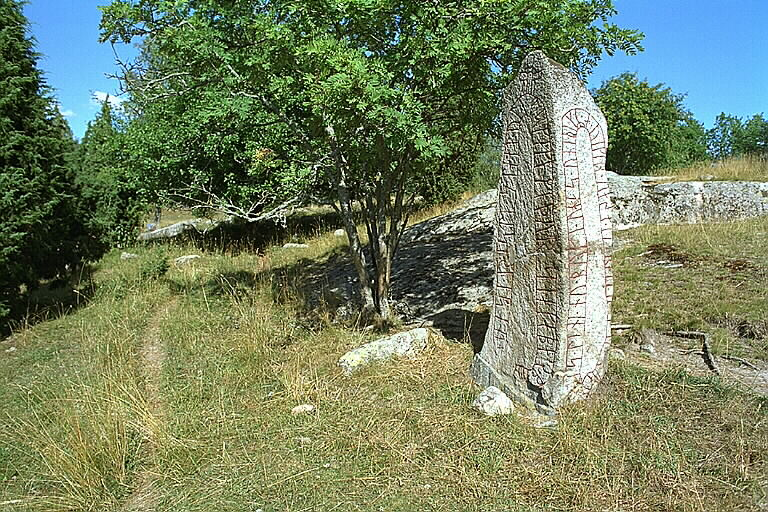
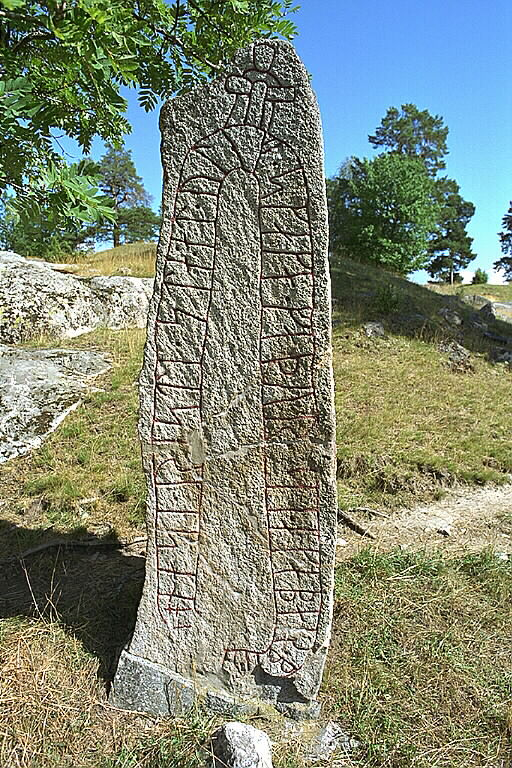
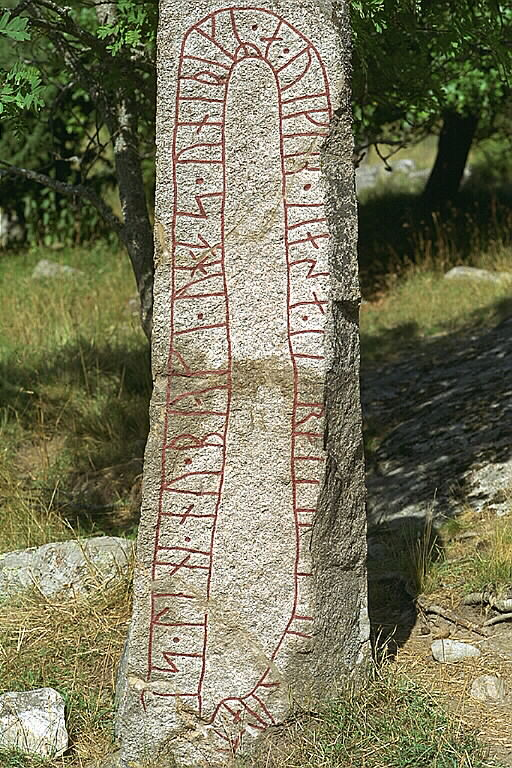
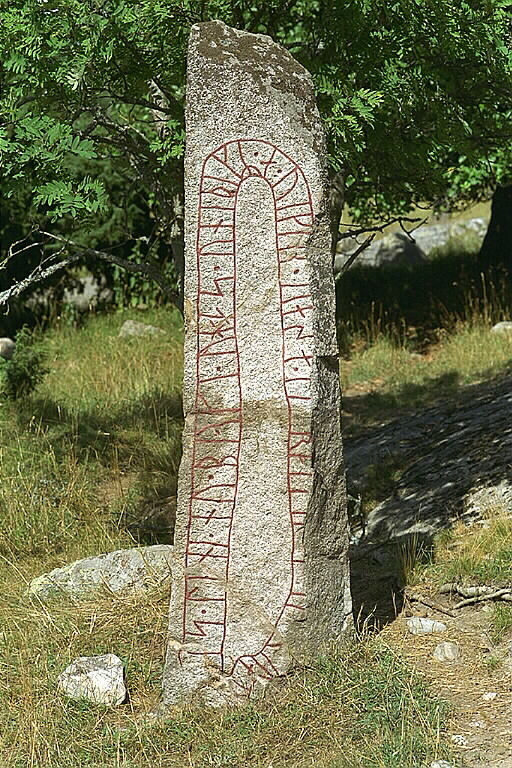